# Lina Arvidsson (författare född 1979)
Lina Christine Arvidsson, född 25 juli 1979 i Bollnäs, är en svensk författare och journalist.
Arvidsson är uppvuxen i byn Hå utanför Bollnäs i Hälsingland. Som barn hade hon ett stort intresse för både teater och skrivande. Hon är utbildad till journalist på Södertörns högskola där hon har en filosofie kandidatexamen i journalistik.
Efter utbildningen arbetade Arvidsson som reporter på en nöjestidning. Parallellt med detta började hon skriva skönlitterärt. 

## Författarskap
Arvidsson debuterade 2019 med romanen Ett hem att dö för. Boken togs upp som ett lästips i Dagens Nyheter och recenserades i bland annat Aftonbladet i positiva ordalag som thriller och för skildringen av livet i prekariatet.   
Året därpå, 8 oktober 2020, utkom Arvidssons andra roman, Blåmärken. Romanen togs upp som ett lästips i Dagens Nyheter och kom även med på tidningens lista över de 30 bästa deckarna 2020.
I januari 2022 utgavs Arvidssons tredje roman, Rötter av blod. Boken är en thriller som utspelas i Hälsingland och den fiktiva byn Fjärbo.
2023 släpptes Lina Arvidssons fjärde bok, Mitt namn, ditt blod. Boken handlar om 25-åriga Sonja som bor med sina föräldrar i en lägenhet i Bollnäs. Efter en ödesdiger olycka upptäcker Sonja att hennes liv är byggt på en lögn. I januari 2024 släpptes Mörka vrår, den första delen i serien Hälsingemorden. Boken handlar om väktaren Annie Ädel som flyttar till den fiktiva byn Marvallen i Hälsingland.